# Gimont
Gimont je naselje in občina v južnem francoskem departmaju Gers regije Jug-Pireneji. Leta 2008 je naselje imelo 2.874 prebivalcev.

## Geografija
Naselje leži v pokrajini Gaskonji ob reki Gimone, 25 km vzhodno od Aucha.

## Uprava
Gimont je sedež istoimenskega kantona, v katerega so poleg njegove vključene še občine Ansan, Aubiet, Blanquefort, Escornebœuf, L'Isle-Arné, Juilles, Lussan, Marsan, Maurens, Montiron, Sainte-Marie, Saint-Sauvy in Saint-Caprais s 6.245 prebivalci.
Kanton Gimont je sestavni del okrožja Auch.

## Zanimivosti
- ruševine cistercijanske opatije Planselve iz 12. stoletja,
- cerkev Marijinega Vnebovzetja, romarska postaja na poti v Santiago de Compostelo (Via Tolosane).